# Charlie Rich
Charles Rich, detto Charlie (Colt, 14 dicembre 1932 – Hammond, 25 luglio 1995), è stato un cantautore e musicista statunitense.
Ha vinto due premi Grammy e ha scritto anche alcune canzoni per Johnny Cash, raggiungendo il culmine della popolarità negli anni settanta. Tra i suoi maggiori successi si annoverano i singoli Behind Closed Doors, Feel Like Going Home e The Most Beautiful Girl che nel 1973 arriva prima nella Billboard Hot 100 e in Canada per due settimane, seconda nella Official Singles Chart ed in Irlanda, terza nei Paesi Bassi, quinta in Danimarca, settima in Australia, ottava in Norvegia e decima in Francia. 
La sua produzione spazia tra i generi country, country pop, progressive country, rockabilly, jazz, blues, gospel e soul bianco.